# Кокалинью
Кокалинью (порт. Cocalinho) — муниципалитет в Бразилии, входит в штат Мату-Гросу. Составная часть мезорегиона Северо-восток штата Мату-Гроссу. Входит в экономико-статистический микрорегион Медиу-Арагуая. Население составляет 5396 человек на 2006 год. Занимает площадь 16 538,832 км². Плотность населения — 0,3 чел./км².

## Статистика
- Валовой внутренний продукт на 2003 год составляет 51 784 747,00 реалов (данные: Бразильский институт географии и статистики).
- Валовой внутренний продукт на душу населения на 2003 год составляет 9623,63 реала (данные: Бразильский институт географии и статистики).
- Индекс развития человеческого потенциала на 2000 год составляет 0,727 (данные: Программа развития ООН).